# Aleucanitis obscura
Aleucanitis obscura är en fjärilsart som beskrevs av Otto Staudinger 1901. Aleucanitis obscura ingår i släktet Aleucanitis och familjen nattflyn. Inga underarter finns listade i Catalogue of Life.